# Zacharias
Zacharias ist ein männlicher Vorname, der auch als Familienname vorkommt.

## Herkunft und Bedeutung
Der Personenname Zacharias (altgriechisch Ζαχαρίας) ist die griechische Form des hebräischen Namens זְכַרְיָה zəkharjāh. Es handelt sich bei ihm um einen Verbalsatznamen, bestehend aus Subjekt (und zugleich theophorem Element) und Prädikat. Das Prädikat leitet sich von der Verbwurzel זכר zkhr, deutsch ‚sich erinnern‘ ab, das Subjekt יָה jāh ist eine Kurzform des Gottesnamens JHWH. Der Name lässt sich somit als „JHWH hat sich erinnert“ übersetzen.

## Verbreitung
In Deutschland wird der Name Zacharias eher selten vergeben. Zwischen 2010 und 2023 wurde er etwa 400 Mal als erster Vorname gewählt. Besonders beliebt ist der Vorname in Bayern und Thüringen.
Auch in Österreich wird der Name selten vergeben. Als höchste Platzierung seit 1984 erreichte er im Jahr 1996 Rang 374 der Vornamenscharts. Im Jahr 2023 wurde er dreimal vergeben und stand damit auf Rang 957 der Vornamenscharts.
In Tschechien stand Zachariáš im Jahr 2016 auf Rang 183 der Vornamenscharts.

## Varianten

### Männliche Varianten
- Arabisch: زكريّا zakarīyā
- Bulgarisch: Захари Zachari
- Englisch: Zachariah, Zachary, Zachery, Zackary, Zackery, Zechariah
  - Diminutiv: Zac, Zach, Zack, Zak
  - Schottisch-Gälisch: Sachairi
- Finnisch: Sakari
  - Diminutiv: Sakke, Saku
- Französisch: Zacharie
  - Korsisch: Zachària
- Georgisch: ზაქარია Zakaria
- Griechisch: Ζαχαρίας Zacharías
- Hebräisch: זְכַרְיָהוּ zəḵarjāhū, זְכַרְיָה zəḵarjâ
- Indonesisch: Zakaria
- Italienisch: Zaccaria
- Kirchenslawisch: Захарїа Zacharïa
- Latein: Zaccharias
- Malaiisch: Zakaria
- Polnisch: Zachariasz
- Portugiesisch: Zacarias
- Russisch: Захар Zachar
- Serbisch: Захарије Zacharije
- Slowakisch: Zachariáš
- Spanisch: Zacarías
- Tschechisch: Zachariáš
- Türkisch: Zekeriya
- Ungarisch: Zakariás

### Weibliche Varianten
- Bulgarisch: Захарина Zacharina
  - Diminutiv: Зара Zara, Захаринка Zacharinka
- Färöisch: Zacharia
- Finnisch: Zacharia, Zakaria
- Mazedonisch: Захарина Zacharina
  - Diminutiv: Захаринка Zacharinka
- Schwedisch: Zacharia, Zakaria
- Ungarisch: Zakária

## Namenstage
Die Namenstage von Zacharias werden an folgenden Tagen begangen:
- 15. März: nach dem Papst Zacharias
- 5. November: nach Zacharias, dem Vater von Johannes dem Täufer

## Bekannte Namensträger

### Vorname
Einname
- Zacharias, Vater Johannes des Täufers
- Zacharias von Vienne (3. Jh.), Heiliger der christlichen Kirche und Märtyrer
- Zacharias von Mytilene (ca. 465–536), spätantiker Kirchenhistoriker
- Zacharias, Patriarch von Jerusalem (609–614/630)
- Zacharias, König von Nobatial Nubien (um 645–655)
- Zacharias († 752), Papst (741–752)
- Zacharias I. (9. Jh.), nubischer König
- Zacharias von Chalkedon (9. Jh.), byzantinischer Geistlicher und Gelehrter, Metropolit von Chalkedon
- Zacharias Chrysopolitanus (12. Jh.), Scholastiker und Prämonstratenser-Chorherr
- Zacharias III. von Aghtamar († 1464), Katholikos der Armenischen Apostolischen Kirche
- Zacharias von Neuhaus (1527–1589), böhmischer Adliger, mährischer Oberstkämmerer und Landeshauptmann von Mähren

Vorname
- Zacharias Allewelt (1682–1744), dänisch-norwegischer Seefahrer
- Zacharias Gerhard Diederich Baedeker (1750–1800), deutscher Verlagsbuchhändler
- Zacharias Barbitsiotis (1759–1804), griechischer Aufständischer gegen die Osmanen
- Zacharias Bogenkrantz, mitteldeutscher Steinmetz und Bildhauer
- Zacharias Brendel der Ältere (1553–1626), deutscher Physiker, Mediziner und Botaniker
- Zacharias Brendel der Jüngere (1592–1638), deutscher Chemiker, Mediziner und Botaniker
- Zacharias Cenita Jimenez (1947–2018), philippinischer Geistlicher, römisch-katholischer Bischof von Pagadian und Weihbischof in Butuan
- Zacharias Coccopalmieri (1719–1784), italienischer Geistlicher, römisch-katholischer Bischof von Umbriatico
- Zacharias Dase (1824–1861), deutscher Schnellrechner und Mathematiker
- Zacharias Dische (1895–1988), österreichisch-US-amerikanischer Biochemiker
- Zacharias Falkenberg (* 1987), deutscher Komponist, Dirigent und Musiker
- Zacharias Frankel (1801–1875), deutscher Rabbiner
- Zacharias Fridenreich, deutscher Jurist und Staatsrechtler
- Zacharias Füllsack († 1616), deutscher Posaunist, Komponist und Lautenist
- Zacharias von Furtenbach († 1633), katholischer Geistlicher
- Zacharias Garcaeus (1544–1586), deutscher Theologe, Jurist und Historiker
- Zacharias Geizkofler (1560–1617), Reichspfennigmeister des Heiligen Römischen Reichs (1589–1603)
- Zacharias Goeze (1662–1729), deutscher Lehrer und Autor
- Zacharias Grape (1637–1679), deutscher lutherischer Theologe
- Zacharias Grape (1671–1713), deutscher lutherischer Theologe
- Zacharias Hegewald († 1639), deutscher Bildhauer
- Zacharias Heinesen (* 1936), färöischer Maler
- Zacharias Herrmann (1834–1896), österreichischer und tschechischer Baumeister und Politiker
- Zacharias Hesse (1670–1730), Juraprofessor und Bürgermeister in Königsberg
- Zacharias Hestius (1590–1669), deutscher Kantor und Pfarrer
- Zacharias Hildebrandt (1688–1757), deutscher Orgelbauer
- Zacharias Hübener, Holzschnitzer und Steinbildhauer
- Zacharias Janssen, niederländischer Optiker
- Zacharias Kallierges, griechischer Typograf und Drucker
- Zacharias Kniller (1611–1675), deutscher Porträtmaler
- Zacharias Kopystenski († 1627), ukrainischer Schriftsteller, orthodoxer Theologe und Archimandrit
- Zacharias Kunuk (* 1957), kanadischer Filmproduzent, Filmregisseur und Drehbuchautor
- Zacharias Lewala, Auslöser des Diamantenrauschs in Namibia
- Zacharias Longuelune (1669–1748), französischer Architekt und Architekturzeichner
- Zacarías López (* 1998), chilenischer Fußballspieler
- Zacharias Lund (1608–1667), deutschsprachiger Dichter
- Zacharias Meier, deutscher Kaufmann, Zollschreiber und Diplomat
- Zacharias Nordmark (1751–1828), schwedischer Physiker und Astronom
- Zacharias Oppenheimer (1830–1904), deutscher Mediziner und Hochschullehrer
- Zacharias Oppenheimer (1773–1827), deutscher Fabrikant
- Zacharias Orth († 1579), deutscher Klassischer Philologe, Pädagoge und neulateinischer Dichter des Deutschen Humanismus
- Zacharias Praetorius (1535–1575), Poet und Theologe
- Zacharias Preen (* 1965), deutscher Schauspieler
- Zacharias Prueschenck von Lindenhofen (1610–1678), deutscher Jurist, Staatsmann und Minister
- Zacharias von Quetz, deutscher Adliger
- Zacharias Rosenbach (1595–1638), deutscher Mediziner, Philologe und Bibelforscher
- Zacharias Sautner (* 1979), deutscher Wirtschaftswissenschaftler und Hochschullehrer
- Zacharias Schäffer (1572–1638), deutscher Komponist und Historiker sowie Professor der Beredsamkeit an der Universität Tübingen
- Zacharias Schalley (* 1991), deutscher Politiker (AfD)
- Zacharias Scheffter (1568–1626), deutscher Philologe, Pädagoge und Hochschullehrer
- Zacharias Schilter (1541–1604), deutscher lutherischer Theologe
- Zacharias Sonntag (1683–1738), deutscher Maler
- Zacharias Stampeel (1654–1731), deutscher Theologe, Pädagoge und Bibliothekar
- Zacharias Steinel (1657–1710), evangelischer Geistlicher
- Zacharias Stenglin (1604–1674), promovierter Jurist beider Rechte und Stadtsyndikus
- Zacharias Stumpf († 1641), deutscher römisch-katholischer Geistlicher, Weihbischof in Würzburg
- Zacharias Thayßner, deutscher Orgelbauer
- Zacharias P. Thundy (* 1936), indisch-US-amerikanischer Theologe, Religionswissenschaftler, Hochschullehrer
- Zacharias Topelius (1818–1898), finnlandschwedischer Dichter und Schriftsteller
- Zacharias Conrad von Uffenbach (1639–1691), Frankfurter Patrizier, Schöff und Ratsherr
- Zacharias Konrad von Uffenbach (1683–1734), Frankfurter Patrizier, Schöffe und Ratsherr
- Zacharias Ursinus (1534–1583), deutscher reformierter Theologe
- Zacharias Vogel (1708–1772), deutscher Arzt
- Zacharias Vogelius (1593–1656), deutscher evangelisch-lutherischer Pastor und Generalsuperintendent
- Zacharias Wagner (1614–1668), deutscher Schreiber, Zeichner, Kaufmann, Angestellter der Niederländischen Westindien-Kompanie und der Ostindien-Kompanie
- Zacharias Werner (1768–1823), deutscher Dichter und Dramatiker der Romantik
- Zacharias Werny (1791–1892), deutscher Soldat in den Befreiungskriegen
- Zacharias Wolf (1667–1726), deutscher Soldat in gottorfischen Diensten, Adliger, Festungsbau-Ingenieur, Kartograf

Weiterer Vorname
- Rudolph Zacharias Becker (1752–1822), deutscher Autor, Aufklärer und Theologe
- Johann Daniel Zacharias Burjam (1802–1879), deutscher Violinist und Kirchenmusiker
- Wilhelm Zacharias Cramer (1696–1772), deutscher Jurist
- Johann Zacharias Frey (1769–1829), polnischer Maler und Kupferstecher österreichischer Abstammung
- Johann Zacharias Fürst († 1701), deutscher Mediziner und Leibarzt des Kurfürsten von Trier
- Johann Zacharias Gleichmann († 1758), deutscher Schriftsteller, Jurist und Verwaltungsbeamter
- Johann Zacharias Grundig (1669–1720), Kreuzkantor
- Johann Zacharias Hermann Hahn (1768–1826), deutscher evangelischer Geistlicher und Kirchenlieddichter
- Johann Zacharias Hartmann (1695–1742), deutscher Jurist und Hochschullehrer, Königlich Großbritannischer und Kurfürstlich Braunschweig-Lüneburgischer Kanzlei- und Hofrat
- Johann Zacharias Hilliger (1693–1770), deutscher lutherischer Theologe
- Johann Zacharias Leonhard Junkheim (1729–1790), deutscher Theologe, Rektor, Philologe und Liederdichter
- Johann Zacharias Kneller (1644–1702), deutscher, zuletzt in London tätiger Maler
- Christian Zacharias Koch, deutscher Bergdirektor in Straßberg
- Hans Zacharias West Löwe (1776–1832), Postmeister
- Joseph Zacharias Müller (1782–1844), Philologe und Gymnasialdirektor in Preußen
- Dimitri Zacharias Pappas (1921–1999), österreichischer Unternehmer
- Johannes Zacharias Petzensteiner (1487–1554), deutscher Augustinermönch und evangelisch-lutherischer Pfarrer
- Ernst Zacharias Platner (1773–1855), deutscher Diplomat, Maler und Schriftsteller
- Georg Zacharias Platner (1781–1862), deutscher Kaufmann und Politiker, Initiator und Begründer der Ludwigseisenbahn von Nürnberg nach Fürth
- Johann Zacharias Platner (1694–1747), deutscher Mediziner
- Hans Zacharias von Rochow (1603–1654), deutscher Geheimrat, Kanzler und Premierminister
- Friedrich Zacharias Saltzmann (1731–1801), Königlicher Hofgärtner in Sanssouci, Potsdam
- Johann Zacharias Saltzmann (1777–1810), Königlicher Hofgärtner im Terrassenrevier des Potsdamer Parks Sanssouci
- Arthur Zacharias Schwarz (1880–1939), österreichischer Rabbiner und Kodikologe (Handschriftenkundler)
- Johann Zacharias Richter (1696–1764), deutscher Handels- und Ratsherr sowie Kunstsammler

### Familienname
- Adolf Nicolaus Zacharias (1858–1931), deutscher Jurist und Hamburger Abgeordneter
- Alfred Zacharias (1901–1998), deutscher Pädagoge, Grafiker und Schriftsteller
- Ann Zacharias (Schauspielerin) (* 1956), schwedische Schauspielerin, Drehbuchautorin und Regisseurin
- Ann-Christin Zacharias (* 1975), deutsche Basketballspielerin
- Ann Zacharias (* 1956), schwedische Schauspielerin, Drehbuchautorin und Regisseurin
- Ann-Christin Zacharias (* 1975), deutsche Basketballspielerin
- Bernard Zacharias (* 1929), französischer Schriftsteller und Jazzmusiker
- Carina Zacharias (* 1993), deutsche Kinder- und Jugendbuchautorin
- Christian Zacharias (* 1950), deutscher Pianist
- Christoph Zacharias (* 1962), deutscher Wirtschaftswissenschaftler
- David Zacharias (1871–1915), deutscher Maler der Düsseldorfer Schule
- Eddi Zacharias, deutscher Filmschauspieler
- Dietmar Zacharias (* 1959), deutscher Biologe und Hochschullehrer
- Eduard Zacharias (1852–1911), deutscher Botaniker
- Emil Zacharias (1867–1944), deutscher Chemiker
- Ernst Zacharias (1924–2020), deutscher Ingenieur und Musikinstrumentenbauer
- Georg Zacharias (1884–1953), deutscher Schwimmer
- Günther Zacharias (1924–1970), deutscher Journalist
- Helmut Zacharias (1920–2002), deutscher Violinist und Komponist
- Isabell Zacharias (* 1965), deutsche Politikerin (SPD), MdL
- Jerrold Zacharias (1905–1986), amerikanischer Atomphysiker
- Leona Zacharias (1907–1990), US-amerikanische Biologin
- Lion Zacharias (* 2003), deutscher Handballspieler
- Maj-Britt Zacharias (* 1973), deutsche Basketballspielerin
- Margit Zacharias (* 1957), deutsche Physikerin und Professorin für Nanotechnologie
- Marie Zacharias (1828–1907), deutsche Zeichnerin
- Max Zacharias (1873–1962), deutscher Mathematiker
- Michael Zacharias (* 1945), deutscher Wirtschaftswissenschaftler
- Olympia Zacharias (* 1986), nauruische Leichtathletin
- Otti Zacharias (1906–1981), deutsche Porträtfotografin
- Otto Zacharias (1846–1916), deutscher Zoologe, Planktonforscher, Journalist
- Ravi Zacharias (1946–2020), kanadisch-US-amerikanischer evangelikaler Apologet und Bestseller-Autor
- Ruth Zacharias (1940–2021), deutsche Pastorin, Leiterin eines Taubblindendienstes
- Sascha Zacharias (* 1979), schwedische Schauspielerin
- Steffen Zacharias (1927–1989), griechischer Schauspieler
- Stephan Zacharias (* 1956), deutscher Komponist
- Sylvia Zacharias (1944–2022), deutsche Journalistin
- Thomas Zacharias (Künstler) (* 1930), deutscher Künstler, Kunsthistoriker und Hochschullehrer
- Thomas Zacharias (Leichtathlet) (* 1947), deutscher Leichtathlet
- Thorsten Zacharias (* 1965), deutscher Handball-Schiedsrichter
- Walter Zacharias (1919–2000), deutscher Maler und Bildhauer
- Wanda Zacharias (1931–2008), deutsche Malerin und Illustratorin
- Wolfgang Zacharias (1941–2018), deutscher Kunst- und Kulturpädagoge

Doppelname
- Enxhi Seli-Zacharias (* 1993), deutsche Politikerin (AfD), MdL